# 新店镇 (玉屏县)
新店镇，是中华人民共和国贵州省铜仁市玉屏侗族自治县下辖的一个乡镇级行政单位。
2016年1月14日，贵州省人民政府批复同意撤销新店乡建制，设置新店镇，撤乡设镇后行政区域和政府驻地不变。

## 行政区划
新店镇下辖以下地区：
新店村、沙水坪村、洞坪村、河口村、狸狮坪村、丙溪村、大湾村、朝阳村和老寨村。